# سندرم ترک
سندرم ترک (به انگلیسی: withdrawal syndrome یا discontinuation syndrome) نامیده می‌شود، مجموعه‌ای از علائم ناشی از قطع یا کاهش دوز انواع داروها و مواد تفریحی است. هرچه دوز و مدت استفاده افزایش یابد خطر سندرم ترک بیشتر است.
سندرم ترک در استفاده از مواد مختلفی بروز میابد، از جمله:
- سندرم ترک الکل، علائم زمانی دیده می‌شود که یک فرد مصرف الکل را بعد از یک دوره مصرف بیش از حد، کاهش دهد یا متوقف کند.
- سندرم ترک داروهای ضد افسردگی، یک سندروم است که می‌تواند ناشی از وقفه، کاهش دوز یا قطع داروهای SSRI یا SNRI باشد.
- سندرم ترک داروهای آنتی سایکوتیک، علائم زمانی دیده می‌شود که فرد مصرف داروهای روان درمانی‌اش را کاهش دهد یا به طور ناگهانی متوقف کند.
- سندرم ترک بنزودیازپین، اگر فرد پس از مصرف طولانی مدت، مصرف بنزودیازپین‌ها را متوقف کند یا دوز را کاهش دهد رخ می‌دهد.
- سندروم ترک مواد مخدر
- سندرم ترک نوزاد، ناشی از مصرف مواد مخدر یا در معرض یک ماده قرار گرفتن در دوران جنینی است.
- سندرم ترک نیکوتین، فردی که وابسته به نیکوتین است و ناگهان مصرفش را متوقف می‌کند یا به طور قابل توجهی کاهش می‌دهد.
- سندرم ترک اپیوئید (تریاک)، علائم ناشی از قطع یا کاهش سریع مصرف مواد مخدر از نوع اُپیوئید است.[۱]